# Lizelle Bisschoff
Lizelle Bisschoff est une enseignante universitaire sud-aficaine d'études cinématographiques et fondatrice du festival  Africa in Motion (en) (AiM) en Écosse qui présente le cinéma africain.

## Biographie
Née en Afrique du Sud,, elle commence ses études à l' Université de Johannesburg avant de déménager Royaume-Uni pour étudier une maîtrise à l' Université d'Édimbourg.  Par la suite, elle soutient sa thèse de doctorat à l' Université de Stirling.
Elle devient enseignante  du cinéma à l' Université de Glasgow. 
En 2006, elle crée le festival du film Africa in Motion en Écosse au Royaume-Uni diffusant des centaines de films africains en octobre de chaque année,.  

## Publications
Elle fait des recherches sur la réalisation cinématographique en Afrique subsaharienne, en Afrique australe, en Afrique de l'Ouest et en Afrique de l'Est. Elle affirme Hyènes de Djibril Diop Mambety est son film africain préféré. 
En 2012, elle participe à la réalisation au premier volume du Storytelling in World Cinemas.
En 2013, elle est l'éditrice intellectuelle du livre Art and trauma in Africa : representations of reconciliation in music, visual arts, literature and film.
La série Recovering Lost African Film Classics (« Retrouver les films classiques africains perdus ») qu'elle organise avec David Murphy conduit, en partie, à la publication du livre Africa's Lost Classics: New Histories of African Cinema en 2017 mettant en lumière le cinéma africain autochtone,,. 
En 2016, elle  écrit avec Stefanie Van de Peer l'ouvrage Art and Trauma in Africa: Representations of Reconciliation in Music, Visual Arts, Literature, and Film où elles parlent de l'art et le traumatisme dans les contextes africains.  
En 2019, les deux publient Women in African Cinema: Beyond the Body Politic,.
Elle est la rédactrice invitée du decolonising film education (« décoloniser l'éducation cinématographique ») du Film Education Journal en 2022, aux côtés de Jyoti Mistry. 

## Note et Références

### Note
- (en) Cet article est partiellement ou en totalité issu de l’article de Wikipédia en anglais intitulé « Lizelle Bisschoff » (voir la liste des auteurs).

## Liens
- Ressources relatives à la recherche :   - ORCID
  - The Conversation
- Ressource relative à l'audiovisuel :   - IMDb
- Notices d'autorité :   - VIAF
  - ISNI
  - BnF (données)
  - IdRef
  - LCCN
  - GND
  - Pays-Bas
  - NUKAT
  - Norvège